# 大和銀行

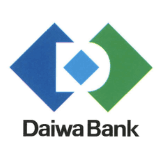
大和銀行標誌

大和銀行（日语：株式会社大和銀行，だいわぎんこう，The Daiwa Bank, Limited.）是日本曾經存在的一家都市銀行，總部位於大阪市中央區。大和銀行是野村財閥的核心銀行，一度擁有龐大的海外分行網，並且也是唯一在国會議事堂內設有分行的銀行。由於大和銀行對合併並不積極，因此其規模在都市銀行中排名倒數第二，僅大於北海道拓殖銀行。2003年3月，大和銀行和朝日銀行合併成為里索那銀行。

## 外部連結
- 大和銀行2002年3月期ディスクロージャー誌（りそなホールディングスサイト内） （页面存档备份，存于）